# Spoorlijn Quimper - Douarnenez-Tréboul
De spoorlijn Quimper - Douarnenez-Tréboul was een Franse spoorlijn van Quimper naar Douarnenez. De lijn was 22,6 km lang en heeft als lijnnummer 478 000.

## Geschiedenis
De lijn werd geopend door de Compagnie du chemin de fer de Paris à Orléans op 7 april 1884. Reizigersverkeer werd opgeheven op 26 maart 1972 en goederenvervoer op 1 februari 1988.

## Aansluitingen
In de volgende plaats is of was er een aansluiting op de volgende spoorlijnen:
Quimper
RFN 470 000, spoorlijn tussen Savenay en Landerneau
RFN 477 000, spoorlijn tussen Quimper en Douarnenez - Tréboul